# Cricket internazionale nel 1891-1892
La stagione internazionale di cricket del 1893 si è disputata dal settembre 1891 ad aprile 1893. La stagione ha succeduto quella del 1890 e preceduto quella del 1893.

## Sommario
| Tour internazionali | Tour internazionali | Tour internazionali | Tour internazionali | Tour internazionali | Tour internazionali | Tour internazionali |
| Data                | Squadra di casa     | Squadra ospite      | Risultato [Partite] | Risultato [Partite] | Risultato [Partite] | Risultato [Partite] |
| Data                | Squadra di casa     | Squadra ospite      | Test                | ODI                 | FC                  | LA                  |
| ------------------- | ------------------- | ------------------- | ------------------- | ------------------- | ------------------- | ------------------- |
| 1º gennaio 1892     | Australia           | Inghilterra         | 2–1 [3]             | —                   | —                   | —                   |
| 19 marzo 1892       | Sudafrica           | Inghilterra         | 0–1 [1]             | —                   | —                   | —                   |

### Inghilterra in Australia
| Test No: 35 | 1–6 gennaio           | Jack Blackham | W. G. Grace | Melbourne Cricket Ground, Melbourne | Australia di 54 runs                 |
| Test No: 36 | 29 gennaio–3 febbraio | Jack Blackham | W. G. Grace | Sydney Cricket Ground, Sydney       | Australia di 72 runs                 |
| Test No: 38 | 24–28 marzo           | Jack Blackham | W. G. Grace | Adelaide Oval, Adelaide             | Inghilterra di un innings e 230 runs |

### Inghilterra in Sudafrica
| Test 37 | 19–22 marzo | William Milton | Walter Read | Newlands Cricket Ground, Città del Capo | Inghilterra di un innings e 189 runs |